# Fiat JTD

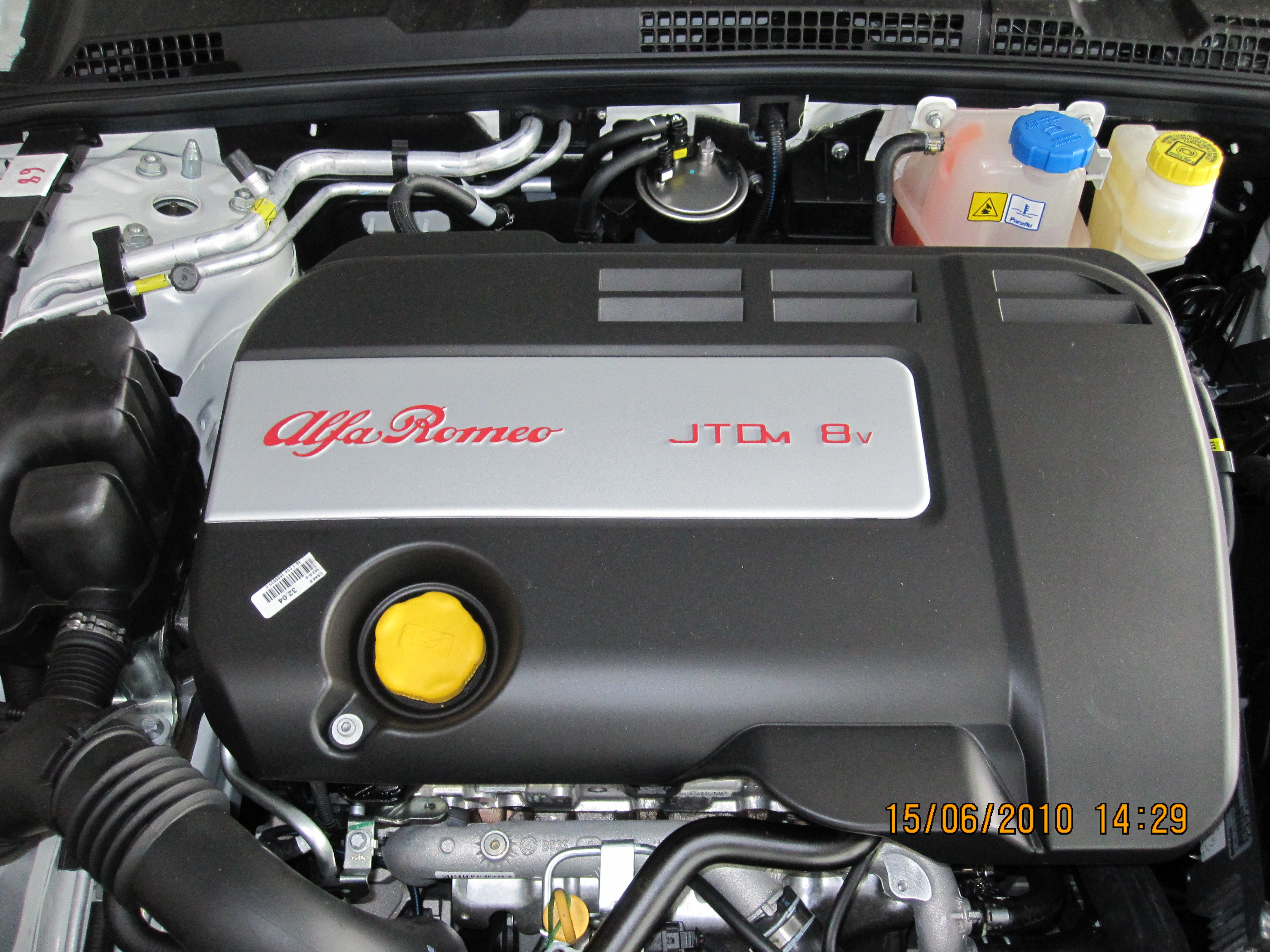
Silnik JTDm zamontowany w Alfie Romeo 159

JTD (uniJet Turbo Diesel) – handlowa nazwa palety silników Diesla grupy Fiat wykorzystujących bezpośredni wtrysk common rail. W wyniku nieudanej fuzji z GM część rozwiązań opracowanych wspólnie jest stosowana w silnikach produkowanych przez obydwa koncerny. Dla drugiej generacji tych silników posiadających możliwość wtrysku paliwa w kilku dawkach Fiat stosuje dodatkowo nazwę MultiJet. 
W zależności od marki samochodu silniki posiadają różne oznaczenia, choć w znacznej części ich budowa jest zunifikowana. Nazwa JTD występuje w pojazdach grupy Fiat (Fiat, Lancia, Alfa Romeo, Iveco). Inne stosowane oznaczenia to: 
- CDTi (Opel)
- TiD/TTiD (Saab)
- DDiS (Suzuki)
- D (Cadillac)
- Quadra-Jet (Tata)

## 1,3
Najmniejszy silnik z tej rodziny, 1,3 SDE (Small Diesel Engine - mały silnik Diesla) o pojemności 1248 cm³, jest produkowany wyłącznie w Bielsku-Białej. Od początku dostępny był wyłącznie w wersji MultiJet. Podstawowa 70-konna odmiana otrzymała w roku 2005 prestiżowy tytuł silnika roku International Engine of the Year w swojej kategorii pojemności skokowej.
Produkowane seryjnie są dwie wersje tego silnika. Podstawowa o mocy 70 KM (69 KM/51 kW) używana jest w większości modeli samochodów. Wersja o mocy 90 KM (89 KM/66 kW) odróżnia się turbosprężarką o zmiennej geometrii i jest montowana w Fiacie Grande Punto i Fiacie Linea. Jest to najmniejszy produkowany 4-cylindrowy turbodoładowany samochodowy silnik Diesla. Silnik spełnia normę emisji spalin Euro 4 bez zastosowania filtra cząstek stałych. 
Rocznie powstaje około 700 tys. sztuk z przeznaczeniem do kilkunastu modeli osobowych i dostawczych samochodów grup Fiat, GM i Suzuki.
Zastosowanie:
- Fiat Albea
- Fiat Fiorino
- Fiat 500
- Fiat Doblò
- Fiat Grande Punto
- Fiat Idea
- Fiat Linea
- Fiat Panda
- Fiat Punto/Punto Classic
- Fiat Strada
- Lancia Musa
- Lancia Ypsilon
- Opel Agila
- Opel Astra
- Opel Corsa
- Opel Meriva
- Opel Tigra TwinTop
- Suzuki Ignis
- Suzuki Splash
- Suzuki Swift/Maruti Swift Diesel
- Suzuki Wagon R
- Tata Indica V3

## 1,6
Jest to szesnastozaworowa konstrukcja oparta na silniku o pojemności 1,6 litra. Produkowany jest w trzech wersjach mocy - 90 KM, 105 KM i najmocniejszy 120 KM (jest on dodatkowo wyposażony w filtr cząstek stałych). Swoją premierę miała w marcu 2008 roku. Silnik 1,6 16v jest przygotowany do spełniania normy emisji spalin Euro 5. 
Zastosowanie:
- Fiat Bravo
- Fiat Grande Punto
- Lancia Delta
- Alfa Romeo MiTo
- Fiat Linea
- Fiat Doblò

## 1,9
Pierwszym silnikiem rodziny JTD jest wersja o pojemności 1,9 litra zastosowana w 1997 roku do napędu modelu Alfa Romeo 156. Był to pierwszy silnik systemu common rail zamontowany w samochodzie osobowym. Do dziś jest najczęściej spotykanym modelem spośród silników JTD i jest produkowany zarówno w zakładach Fiata w Pratola Serra (Włochy) jak i w fabryce GM w Kaiserslautern (Niemcy). 
Odmiany modelu 1,9 JTD:
- UniJet
  - 8v, od 80 do 115 KM
- MultiJet
  - 8v, od 100 do 130 KM, od 255 do 280 Nm
  - 16v, od 136 do 150 KM, od 305 do 320 Nm
  - 16v, od 180 do 190 KM, 400 Nm (dwie turbosprężarki)

Zastosowanie:
- Alfa Romeo 145
- Alfa Romeo 146
- Alfa Romeo 147
- Alfa Romeo 156
- Alfa Romeo 159
- Alfa Romeo GT
- Cadillac BLS
- Fiat Brava
- Fiat Bravo
- Fiat Croma II
- Fiat Doblò
- Fiat Grande Punto
- Fiat Marea
- Fiat Multipla
- Fiat Punto II
- Fiat Sedici
- Fiat Stilo
- Fiat Strada
- Lancia Delta III
- Lancia Lybra
- Opel Astra
- Opel Signum
- Opel Vectra C
- Opel Zafira
- Saab 9-3
- Saab 9-5
- Suzuki SX4

## 2,0
Silnik MultiJet o pojemności 2,0 litra jest rozwinięciem starszego silnika 1,9 MultiJet 150 KM (silnik 2,0 ma docelowo zastąpić silnik 1,9). Pojemność skokowa w stosunku do starszego silnika została zwiększona z 1910 cm³ do 1956 cm³, uzyskano to dzięki zwiększeniu średnicy cylindra z 82 do 83 mm. Nowy silnik spełnia normę czystości spalin Euro 5 (głównie dzięki zastosowaniu układu recyrkulacji spalin EGR i filtra cząstek stałych DPF). Obniżono także emisję NOx dzięki zmniejszeniu stopnia sprężania (z 17,5:1 na 16,5:1). Silnik 2,0 MultiJet osiąga moc od 140 (wersja dla Fiata i Lancii) lub 170(wersja dla Fiata i Alfy Romeo) KM i moment obrotowy od 360Nm do 400 przy 1750 obr/min.
Zastosowanie:
- Alfa Romeo 159
- Alfa Romeo Giulietta
- Alfa Romeo Brera
- Fiat Bravo
- Fiat Doblò
- Fiat Sedici
- Fiat Freemont
- Lancia Delta
- Opel Astra
- Opel Insignia
- Saab 9-5
- Suzuki SX4

## 2,2
Silnik diesla o pojemności 2,2 litra z 16 zaworową głowicą spełniający normę Euro VI. Jest to jednostka całkowicie nowa stworzona tylko dla aut Maserati i Alfy Romeo. Silnik jest w dwóch wersjach mocy 
- 170 KM
- 210 KM
- Alfa Romeo Giulia
- Alfa Romeo Stelvio
- Maserati Ghibli
- Maserati Levante

## 2,4
Wersja 2,4 L (5-cylindrowy, rzędowy) o mocy 136-150 KM była montowana w Fiacie Marea, Alfie Romeo 156 jak i w niektórych Lanciach. Została zaprojektowana do montażu poprzecznego w samochodach przednionapędowych. Wersja Multijet tego silnika, występuje w wariancie 175 KM, 200 KM (197 KM/147 kW). Ta ostatnia była montowana w Fiacie Croma i Alfie Romeo 159, gdzie występuje również wariant 210 KM dostępny wyłącznie z manualną skrzynia biegów.
Zastosowanie:
- Alfa Romeo 156
- Alfa Romeo 159
- Alfa Romeo 166
- Alfa Romeo Brera
- Alfa Romeo Spider
- Fiat Croma II
- Fiat Marea
- Lancia Kappa
- Lancia Lybra
- Lancia Thesis

## 3,0
To największa jednostka wysokoprężna Fiata o pojemności 3,0 litrów i z 24 zaworową głowicą oraz w wersjach mocy 245 KM i 272 KM
. Spełnia normę Euro VI i stosowano tylko w markach Jeep i Maserati. 
- Jeep Grand Cherokee
- Jeep Wrangler
- Maserati Ghibli
- Maserati Levante